# Kadambini Ganguly
Pour les articles homonymes, voir Ganguly.
Kadambini Ganguly (18 juillet 1862 - 3 octobre 1923) est une médecin et militante politique indienne. Elle est l'une des deux premières indiennes diplômées de l'université de Calcutta en 1882, avec Anandi Gopal Joshi. Elle est diplômée de la faculté de médecine en 1886.

## Biographie
Kadambini Basu naît à Bhagalpur, dans l'actuel État de Bihar, où son père, Brajakishore Basu, militant du Brahmo Samaj, dirige une école. On sait peu de choses sur sa mère. Elle fait ses études secondaires au Banga Mahila Vidyalaya, dont son oncle maternel, Monomohun Ghose (en) est l'un des fondateurs. Elle réussit l'examen d'entrée à l'université de Calcutta et suit les cours du Bethune College, dont elle est diplômée en 1883, en même temps que Chandramukhi Basu, devenant les premières étudiantes diplômées de l'université en Inde. Elle s'inscrit à la faculté de médecine en 1883 et épouse la même année Dwarakanath Ganguly (1844–1898) son ancien professeur de lycée, devenu veuf, qui encourage sa carrière médicale, le couple a deux enfants. Elle obtient son diplôme de médecine en 1886 et est nommée médecin au Lady Dufferin Medical College en 1988. 
Le Congrès national indien est fondé en 1885, et elle est l'une des six femmes déléguées au congrès de Bombay en 1889, et elle prend la parole l'année suivante au congrès de Calcutta. Sa carrière lui vaut des attaques de la part d'hindous orthodoxes, relayées dans le journal conservateur, finalement condamné pour diffamation en 1891, tandis que le journal brahmane libéral Indian Messenger prend sa défense.
Elle poursuit sa formation médicale en 1892 et obtient les certifications médicales du Royal College of Physicians of Edinburgh (LRCP), Royal College of Physicians and Surgeons of Glasgow (LRFPS) et Dublin (DFPS).
Elle meurt le 3 octobre 1923.